# Triumph Daytona
La Triumph Daytona (chiamata anche Daytona T300) è una motocicletta prodotta dalla casa motociclistica inglese Triumph Motorcycles dal 1991 al 1998 (ad eccezione dell'anno 1997).
La Daytona è stata poi sostituita nel 1997 dalla Triumph Daytona 955i.

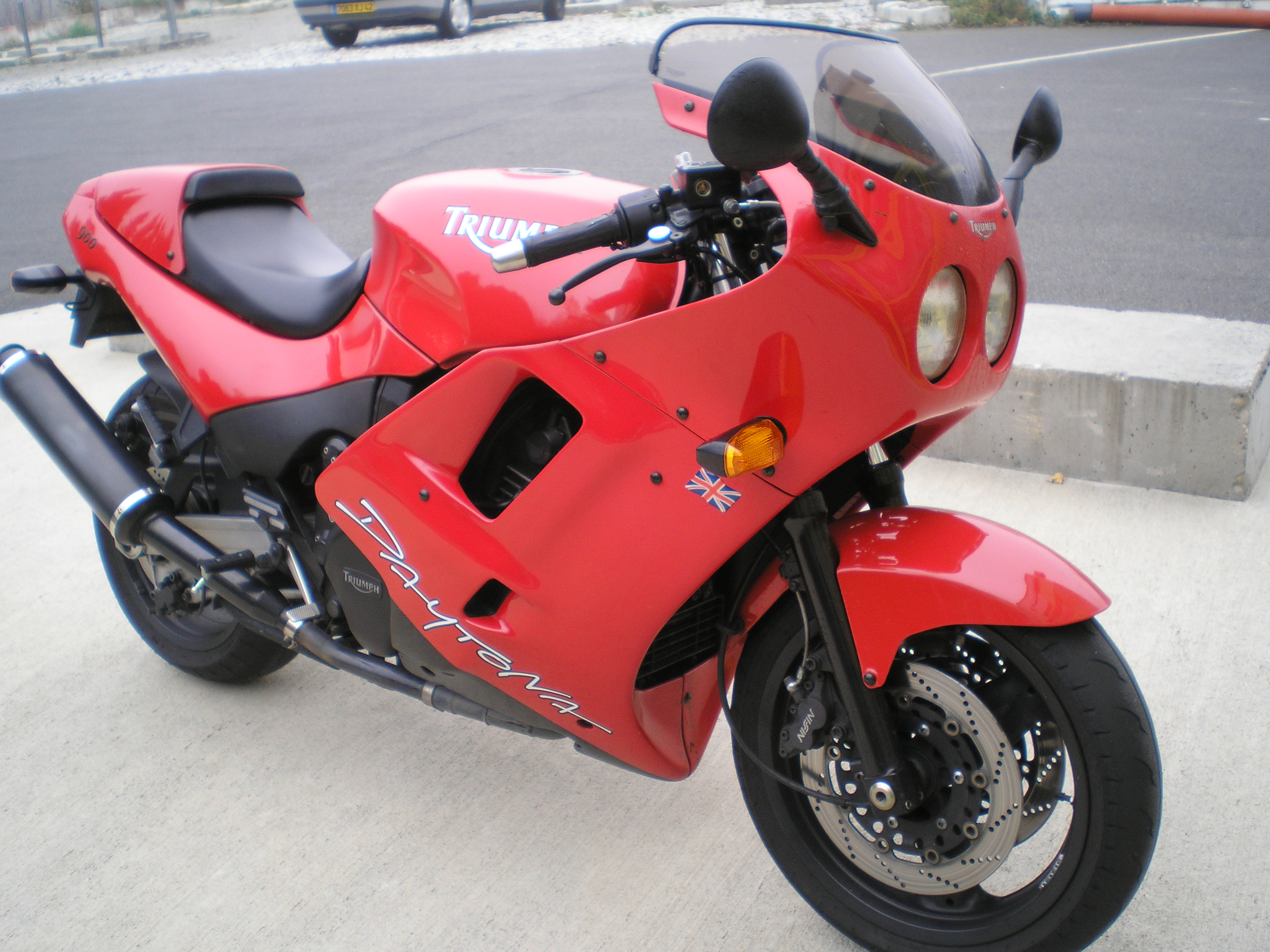
Daytona 900

## Panoramica e contesto
La Daytona utilizza un'architettura modulare con componentistica condivisa con altre moto del costruttore inglese, tra cui il motore con  doppio albero a camme in testa (DOHC) raffreddato a liquido e il telaio in acciaio. Questo sistema ha garantito la possibilità di offrire modelli differenti diminuendo i costi di produzione.
Il telaio tubolare in acciaio ad alta resistenza è stato derivato dalla Triumph Bonneville T140, mentre parte della componentistica proviene da fornitori nipponici come Nissin (freni a disco idraulici) e Showa o Kayaba per la forcella anteriore.

## Versioni

### Daytona 750 e 1000 (1991-1993)
La Daytona è stata introdotta su mercato nel 1991, inizialmente con due motorizzazioni: un tre cilindri da 749 cc (codice T330, T331 e T332) e un motore a quattro cilindri da 998 cc (codice T343, T344 e T345).

### Daytona 900 e 1200 (1993-1996)
Nel 1993 la gamma motori è stata totalmente rivista: il 750 è stata rimossa a favore di un propulsore dalla medesima architettura con cilindrata portata a 885 cc che viene già impiegato sulle Trident e Trophy (codice modello T357). Allo stesso modo il 1000 è stato sostituito con una versione maggiorata a 1180 cc, già utilizzato sulla Trophy 1200 (codice modello T354).

## Edizioni speciali

### Daytona Super III (1994)

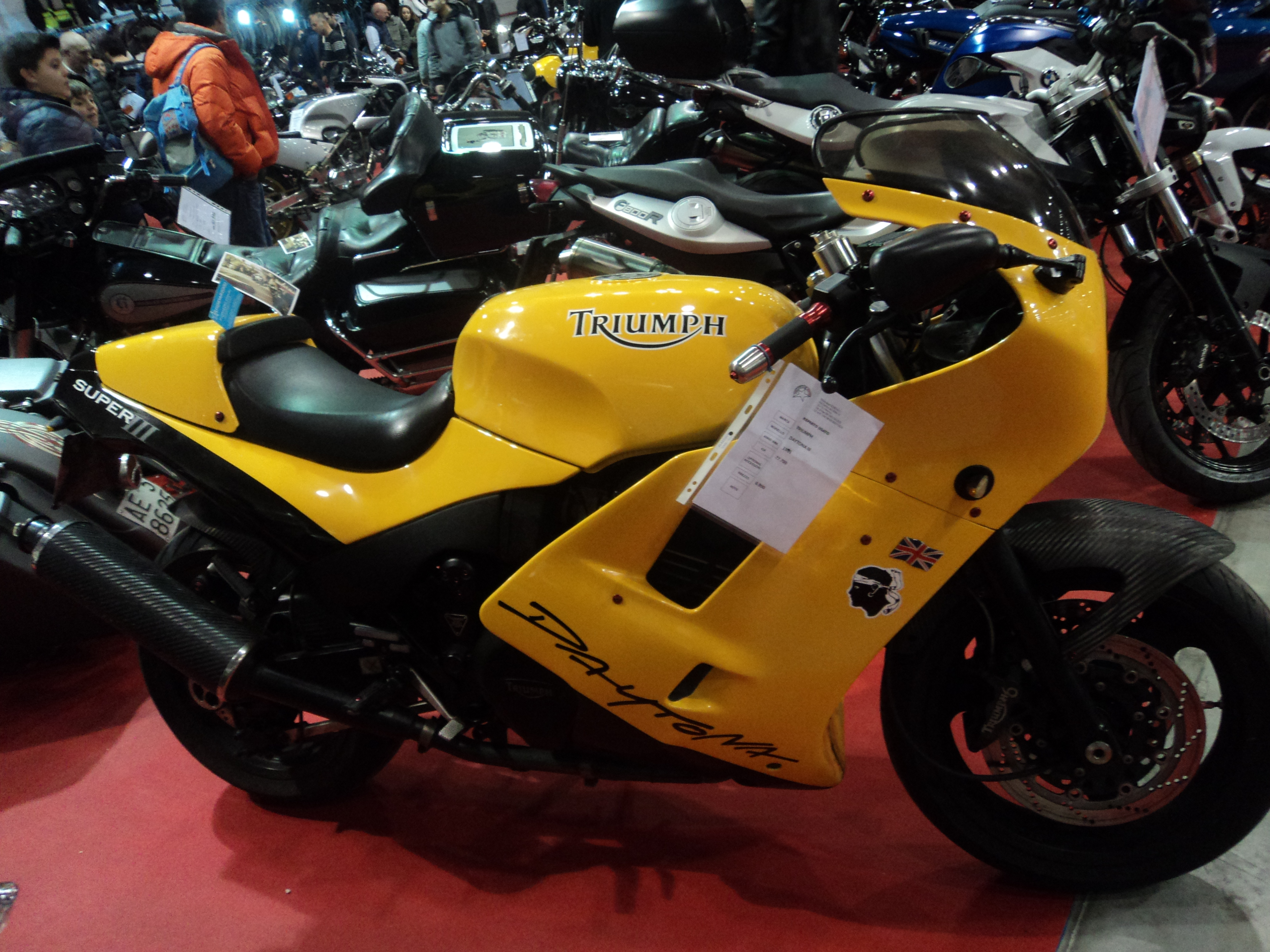
Daytona Super III

Nel 1994 a seguito di una collaborazione  stipulata tra Triumph e il motorista Cosworth, è stata creata la versione speciale Daytona Super III (T310). Basata sulla motorizzazione da 900 cc, ha subìto svariate modifiche e migliorie tra cui una serie di alleggerimenti e un incremento di potenza. Il rapporto di compressione è stato aumentato, gli alberi a camme modificati, con la potenza che sale a 117 CV. All'anteriore, i dischi flottanti da 310 mm di diametro sono azionati da pinze a sei anziché quattro pistoncini. I parafanghi anteriore e posteriore sono in fibra di carbonio, con il peso contenuto in 211 kg.

### Daytona 1200 SE (1998)
Nel 1998 è stata prodotta in tiratura limitata a 250 esemplari, una versione speciale della Daytona 1200 chiamata Special Edition.